# 塚山遺跡
座標: 北緯35度40分30.2秒 東経139度37分29.8秒 / 北緯35.675056度 東経139.624944度

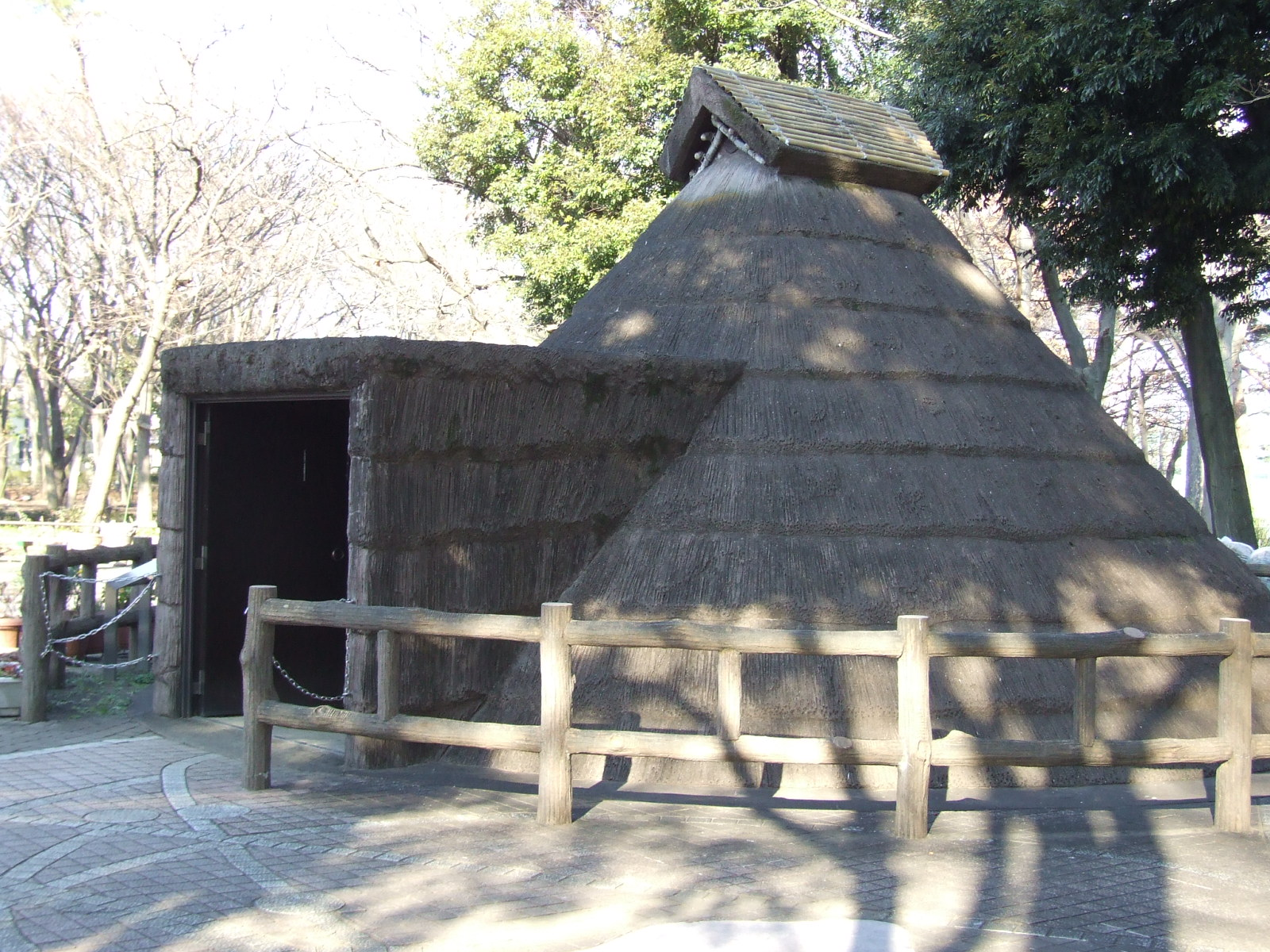
塚山公園に復元された縄文時代の竪穴建物。

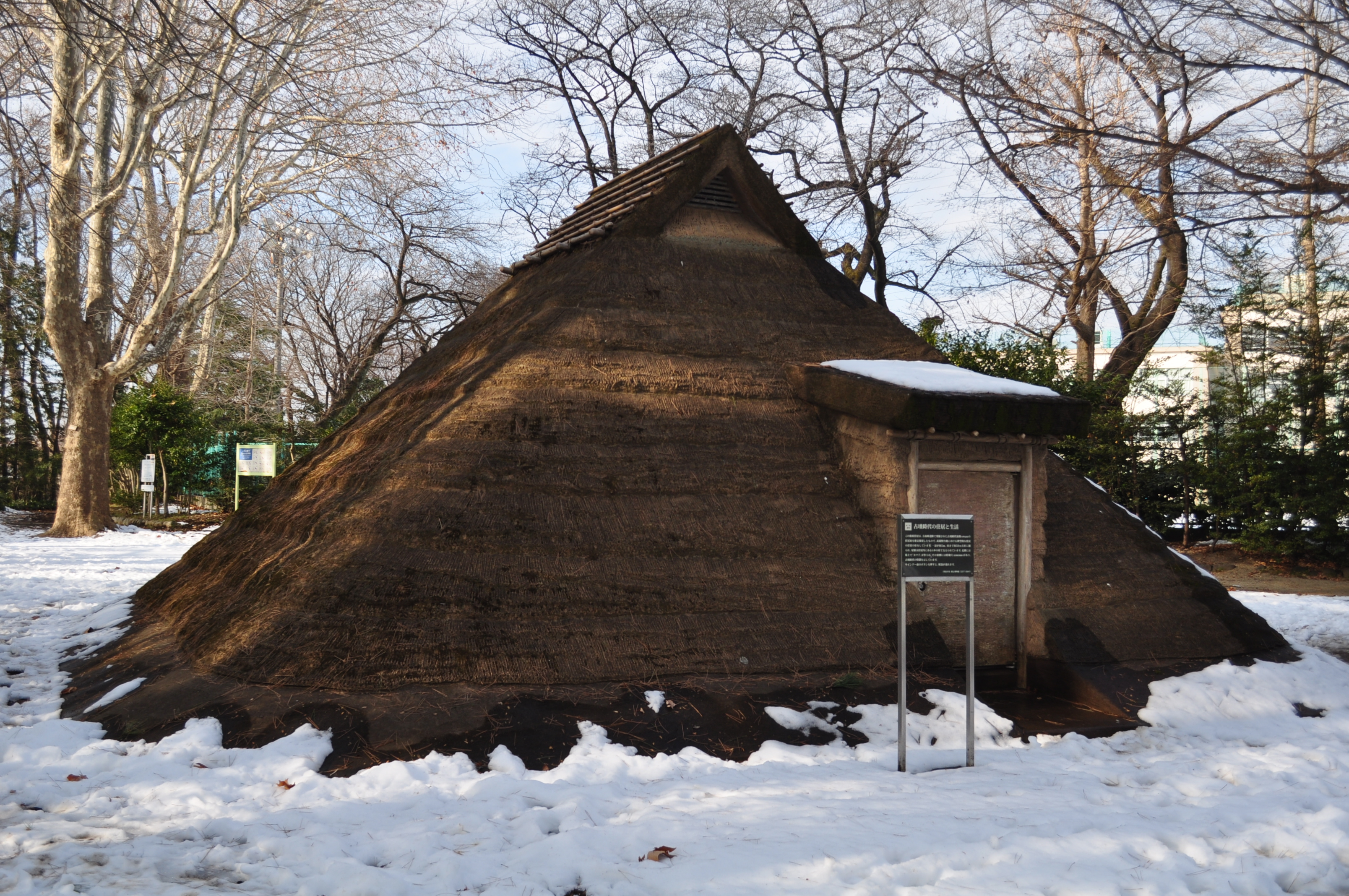
和田堀公園に復元された古墳時代後期（6世紀頃）の松ノ木遺跡の竪穴建物（2018年1月29日撮影）。

塚山遺跡（つかやまいせき）は、東京都杉並区下高井戸、現在の塚山公園およびその周辺にある縄文時代中期の遺跡。下高井戸塚山遺跡（しもたかいどつかやまいせき）とも。1932年（昭和7年）から1938年（昭和13年）にかけて発掘調査が行われ、竪穴建物跡や、その他遺物が検出された。塚山公園に遺跡のミニチュアおよび竪穴建物（復元）が展示されている。

## 所在地
- 神田川流域の杉並区下高井戸5丁目（都立和田堀公園内、杉並区立塚山公園内、当時の朝日新聞社用地内）

## 調査の経過

### 第一次
現在の杉並区下高井戸5丁目にあたる付近にて東京府立工芸学校（現・東京都立工芸高等学校）の佐藤不二夫が土器採集の目的で小規模発掘調査を行う。

### 第二次
大槻宏による炉の縁に使用されたと考えられる大型土器の発掘が行われる。

### 第三次
1935年（昭和10年）秋、杉並区教育委員会教育長の大石金一が竪穴建物が地下にあることを確信し、1936年（昭和11年）頃に阿玉台式土器を炉の縁に使用した竪穴建物を発掘。

### 第四次
1938年（昭和13年）、明治大学の後藤守一博士の指導により、発掘調査が行われ、4棟の竪穴建物跡が検出された。

### その後

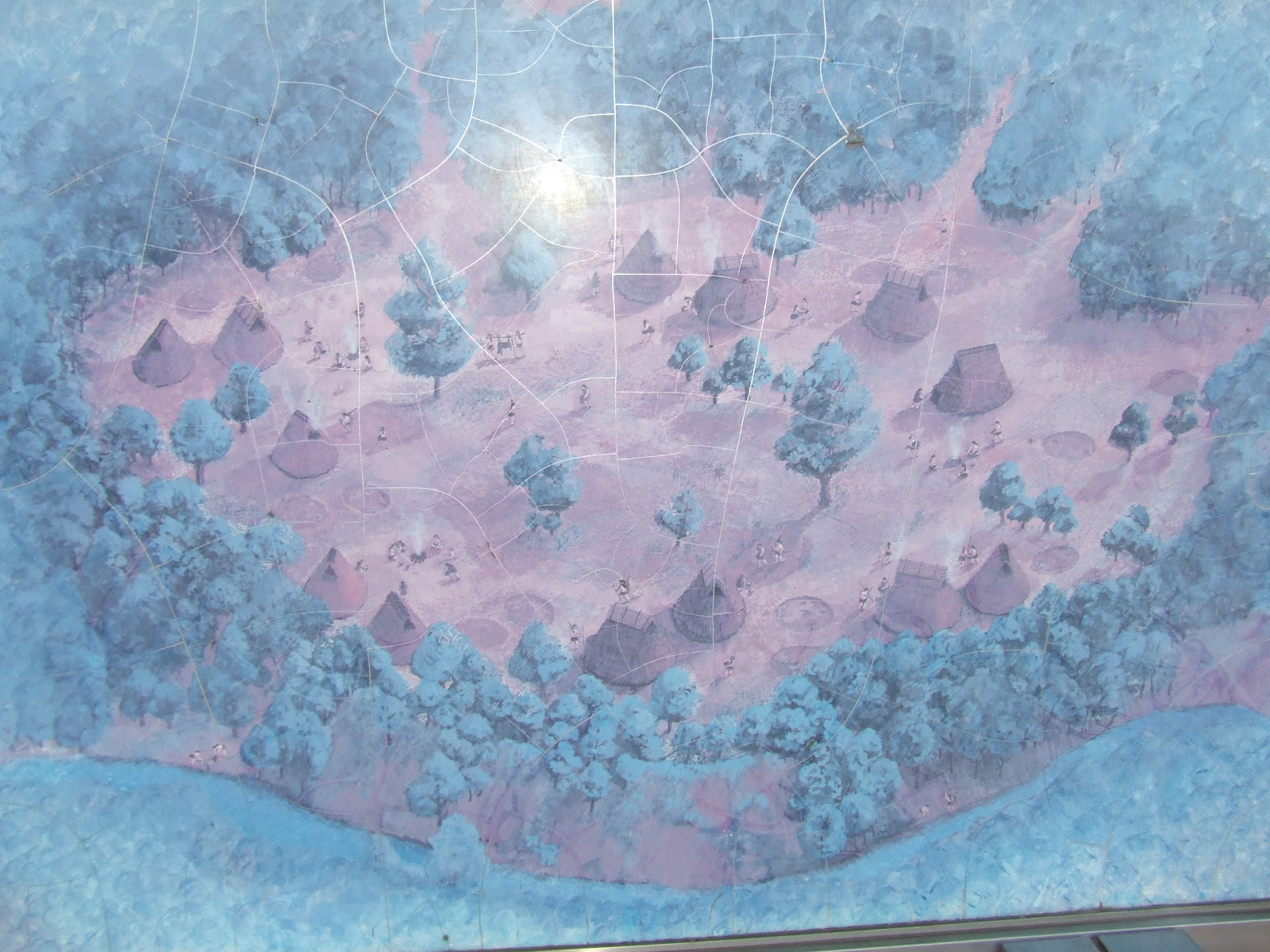
塚山遺跡の復元図

1973年（昭和48年）には、建物跡20棟が検出され塚山遺跡が縄文時代中期の環状集落であることがわかった。1999年（平成11年）には「下高井戸塚山遺跡」の名称で杉並区指定史跡に指定された。

## 出土物

### 土器
- キャリパー形深鉢土器、浅鉢形土器、円筒形深鉢など[4]。

### 石器
- 磨石、打製石斧、石鏃、磨製石器、乳棒状石斧、スクレーパーなど[4]。

### 勾玉および小玉
- 勾玉 - 緑色の軟玉製で、不純物をあまり含まない[4]。
- 小玉 - コバルト色のガラス製でやや濁っている。比較的澄みきっているものもある[4]。

## 保存・展示状況
塚山公園に1985年（昭和60年）に発掘された縄文時代中期の竪穴建物が復元展示され、内部には、当時行われたと考えられる生活の様子が展示されている。